# Володимир Бойко (професор)
Володимир Бойко (28 грудня 1892, Чернихівці — 3 квітня 1989, Гамільтон, Канада) — український педагог. Професор Української гімназії у Берхтесґадені.

## Життєпис
Народився 28 грудня 1892 року в селянській сім'ї у Чернихівцях біля Збаража. Студіював у Київському та Львівському університетах. Працював довгі роки гімназійним професором в Україні. На еміграції викладав українську мову та літературу й історію в українській гімназії у Карлсфельді, а потім у Берхтесгадені в Німеччині, яку очолював Володимир Радзикевич. У Канаді викладав на курсах українознавства у Монтреалі й Гамільтоні.
Під час окупації російськими військами західної України, в роки першої світової війни, він був заарештований за «мазепинство» і засланий до Сибіру. У 1917 році повернувся до Києва, де він повністю включився до розбудови української державності. Він служив у рядах Січових Стрільців і Армії УНР, боронив Київ від більшовиків.
Польська поліція заарештувала його у зв'язку із замахом на польського куратора Львівської шкільної округи Станіслава Собінського. З 1941 року його також розшукували органи НКВС.
Помер 3 квітня 1989 року у м. Гамільтон, Канада.

## Сім'я
- Дружина — Марія Колянківська, донька пароха греко-католицької церкви отця Колянківського.
- Сини — Бойко Роман Володимирович та Бойко Богдан Володимирович
- Донька — Плав'юк Ярослава Володимирівна (1926—2023)
- Зять — Плав'юк Микола Васильович (1927—2012), Президент УНР в екзилі (1989–1992)[3]